# Tim Sylvia
Timothy Deane Sylvia (Ellsworth, 5 de março de 1976) é um ex-lutador de artes marciais mistas (MMA). No seu estilo de luta está o kickBoxing e wrestling. Ele já foi campeão peso-pesado do Ultimate Fighting Championship duas vezes. Em 22 de abril de 2010, Tim Sylvia foi premiado com uma faixa azul no Jiu Jitsu, com Pedro Silveira.

## Cartel no MMA
| Res.    | Cartel    | Oponente                 | Método                                  | Evento                             | Data        | Round | Tempo | Local                      | Notas                                                                             |
| ------- | --------- | ------------------------ | --------------------------------------- | ---------------------------------- | ----------- | ----- | ----- | -------------------------- | --------------------------------------------------------------------------------- |
| Derrota | 31–10 (1) | Ruslan Magomedov         | Decisão (unânime)                       | Fight Nights: Battle of Moscow 13  | 27/10/2013  | 3     | 5:00  | Moscou                     | Luta na categoria Super Pesado.                                                   |
| Derrota | 31-9 (1)  | Tony Johnson             | Nocaute Técnico (interrupção médica)    | ONE FC: Rise to Power              | 31/05/2013  | 3     | 3:25  | Pasay                      |                                                                                   |
| Derrota | 31-8 (1)  | Satoshi Ishii            | Decisão (unânime)                       | IGF: Inoki-Bom-Ba-Ye 2012          | 31/12/2012  | 3     | 5:00  | Tóquio                     |                                                                                   |
| NC      | 32-7 (1)  | Andrei Arlovski          | Sem Resultado (tiros de meta ilegais)   | ONE FC: Pride of a Nation          | 31/08/2012  | 2     | 4:46  | Cidade Quezon              |                                                                                   |
| Vitória | 31-7      | Randy Smith              | Nocaute Técnico (socos)                 | NEF Fight Night 3                  | 16/06/2012  | 1     | 0:12  | Lewiston, Maine            |                                                                                   |
| Vitória | 30–7      | Andreas Kraniotakes      | Decisão (unânime)                       | ProElite: Big Guns                 | 05/11/2011  | 3     | 5:00  | Moline, Illinois           |                                                                                   |
| Vitória | 29–7      | Patrick Barrentine       | Nocaute Técnico (socos e cotoveladas)   | Fight Tour                         | 20/08/2011  | 1     | 2:09  | Rockford, Illinois         | Luta na categoria Super Pesado.                                                   |
| Derrota | 28-7      | Abe Wagner               | Nocaute Técnico (socos)                 | Titan Fighting Championship 16     | 28/01/2011  | 1     | 0:32  | Kansas City, Kansas        |                                                                                   |
| Vitória | 28-6      | Vince Lucero             | Finalização (socos)                     | CFX/Extreme Challenge 170          | 11/12/2010  | 1     | 2:44  | Minneapolis, Minnesota     | Lutou na categoria Super Pesado.                                                  |
| Vitória | 27-6      | Paul Buentello           | Nocaute (soco)                          | PWP: War on the Mainland           | 14/08/2010  | 2     | 4:57  | Irvine, Califórnia         | Ganhou o Cinturão Peso Pesado do Powerhouse World Promotions.                     |
| Vitória | 26–6      | Mariusz Pudzianowski     | Finalização (socos)                     | Moosin: God of Martial Arts        | 21/05/2010  | 2     | 1:43  | Worcester, Massachusetts   |                                                                                   |
| Vitória | 25–6      | Jason Riley              | Nocaute Técnico (socos)                 | Adrenaline MMA 4: Sylvia vs. Riley | 18/09/2009  | 1     | 2:32  | Council Bluffs, Iowa       |                                                                                   |
| Derrota | 24–6      | Ray Mercer               | Nocaute (soco)                          | Adrenaline MMA 3: Bragging Rights  | 13/06/2009  | 1     | 0:09  | Birmingham, Alabama        | Estreia na categoria Super Pesado.                                                |
| Derrota | 24–5      | Fedor Emelianenko        | Finalização (mata leão)                 | Affliction: Banned                 | 19/07/2008  | 1     | 0:36  | Anaheim, Califórnia        | Pelo Cinturão Peso Pesado do WAMMA.                                               |
| Derrota | 24–4      | Antônio Rodrigo Nogueira | Finalização (guilhotina)                | UFC 81: Breaking Point             | 02/02/2008  | 3     | 1:28  | Las Vegas, Nevada          | Pelo Cinturão Interino Peso Pesado do UFC; Luta da Noite.                         |
| Vitória | 24–3      | Brandon Vera             | Decisão (unânime)                       | UFC 77: Hostile Territory          | 21/10/2007  | 3     | 5:00  | Cincinnati, Ohio           |                                                                                   |
| Derrota | 23–3      | Randy Couture            | Decisão (unânime)                       | UFC 68: Uprising                   | 03/03/2007  | 5     | 5:00  | Columbus, Ohio             | Perdeu o Cinturão Peso Pesado do UFC.                                             |
| Vitória | 23–2      | Jeff Monson              | Decisão (unânime)                       | UFC 65: Bad Intentions             | 18/11/2006  | 5     | 5:00  | Sacramento, Califórnia     | Defendeu o Cinturão Peso Pesado do UFC.                                           |
| Vitória | 22–2      | Andrei Arlovski          | Decisão (unânime)                       | UFC 61: Bitter Rivals              | 08/07/2006  | 5     | 5:00  | Las Vegas, Nevada          | Defendeu o Cinturão Peso Pesado do UFC.                                           |
| Vitória | 21–2      | Andrei Arlovski          | Nocaute Técnico (socos)                 | UFC 59: Reality Check              | 15/04/2006  | 1     | 2:43  | Anaheim, Califórnia        | Ganhou o Cinturão Peso Pesado do UFC.                                             |
| Vitória | 20–2      | Assuério Silva           | Decisão (unânime)                       | UFC Fight Night 3                  | 16/01/2006  | 3     | 5:00  | Las Vegas, Nevada          |                                                                                   |
| Vitória | 19–2      | Tra Telligman            | Nocaute (chute na cabeça)               | UFC 54: Boiling Point              | 20/06/2005  | 1     | 4:59  | Las Vegas, Nevada          |                                                                                   |
| Vitória | 18–2      | Mike Block               | Nocaute Técnico (socos)                 | IFC: Caged Combat                  | 21/05/2005  | 1     | 1:26  | Columbus, Ohio             |                                                                                   |
| Derrota | 17–2      | Andrei Arlovski          | Finalização (chave de calcanhar)        | UFC 51: Super Saturday             | 05/02/2005  | 1     | 0:47  | Las Vegas, Nevada          | Pelo Cinturão Interino Peso Pesado do UFC.                                        |
| Vitória | 17–1      | Wes Sims                 | Nocaute Técnico (socos)                 | Superbrawl 38                      | 12/12/2004  | 1     | 1:32  | Honolulu, Hawaii           |                                                                                   |
| Derrota | 16–1      | Frank Mir                | Finalização (chave de braço)            | UFC 48: Payback                    | 19/06/2004  | 1     | 0:50  | Las Vegas, Nevada          | Pelo Cinturão Peso Pesado do UFC.                                                 |
| Vitória | 16-0      | Gan McGee                | Nocaute (socos)                         | UFC 44: Undisputed                 | 26/09/2003  | 1     | 1:54  | Las Vegas, Nevada          | Defendeu o Cinturão Peso Pesado do UFC; Falhou no antidoping e perdeu o cinturão. |
| Vitória | 15–0      | Ricco Rodriguez          | Nocaute (socos)                         | UFC 41: Onslaught                  | 28/02/2003  | 1     | 3:09  | Atlantic City, Nova Jersey | Ganhou o Cinturão Peso Pesado do UFC.                                             |
| Vitória | 14–0      | Wesley Correira          | Nocaute Técnico (interrupção do córner) | UFC 39: The Warriors Return        | 27/09/2002  | 2     | 1:43  | Uncasville, Connecticut    |                                                                                   |
| Vitória | 13–0      | Jeff Gerlick             | Nocaute Técnico (golpes)                | Extreme Challenge 48               | 27/07/2002  | 1     | 3:17  | Tama, Iowa                 |                                                                                   |
| Vitória | 12–0      | Mike Whitehead           | Nocaute Técnico (golpes)                | Superbrawl 24: ROTH 2              | 27/04/2002  | 1     | 2:38  | Honolulu, Hawaii           |                                                                                   |
| Vitória | 11–0      | Jason Lambert            | Nocaute Técnico (golpes)                | Superbrawl 24: ROTH 2              | 27/04/2002  | 2     | 4:13  | Honolulu, Hawaii           |                                                                                   |
| Vitória | 10–0      | Boyd Ballard             | Nocaute (joelhada)                      | Superbrawl 24: ROTH 2              | 27/04/2002  | 1     | 3:21  | Honolulu, Hawaii           |                                                                                   |
| Vitória | 9–0       | Mike Whitehead           | Nocaute Técnico (golpes)                | Superbrawl 24: ROTH 1              | 26/04/2002  | 1     | 3:46  | Honolulu, Hawaii           |                                                                                   |
| Vitória | 8–0       | Matt Fremmbling          | Decisão                                 | Extreme Challenge 47               | 16/03/2002  | 2     | 5:00  | Orem, Utah                 |                                                                                   |
| Vitória | 7–0       | Gino De La Cruz          | Nocaute Técnico (socos)                 | Extreme Challenge 47               | 16/03/2002  | 1     | 0:43  | Orem, Utah                 |                                                                                   |
| Vitória | 6–0       | Ernest Henderson         | Nocaute Técnico (socos)                 | Extreme Challenge 46               | 16/02/2002  | 1     | 0:36  | Clive, Iowa                |                                                                                   |
| Vitória | 5–0       | Greg Wikan               | Finalização (estrangulamento)           | Extreme Challenge Trials           | 17/11/2001  | 3     | 2:20  | Davenport, Iowa            |                                                                                   |
| Vitória | 4–0       | Ben Rothwell             | Decisão (unânime)                       | Extreme Challenge 42               | 24/08//2001 | 3     | 5:00  | Davenport, Iowa            |                                                                                   |
| Vitória | 3–0       | Greg Wikan               | Nocaute Técnico (interrupção do córner) | UW: Ultimate Fight Minnesota       | 02/06/2001  | 1     | 5:00  | Bloomington, Minnesota     |                                                                                   |
| Vitória | 2–0       | Gabe Beauperthy          | Finalização (estrangulamento)           | GC 3: Showdown at Soboba           | 07/04/2001  | 2     | 4:16  | Friant, Califórnia         |                                                                                   |
| Vitória | 1–0       | Randy Durant             | Nocaute Técnico (golpes)                | IFC: Battleground 2001             | 19/01/2001  | 1     | 2:05  | Atlantic City, Nova Jersey |                                                                                   |